# Marius Papšys
Marius Papšys (ur. 13 maja 1989 w Kłajpedzie) – litewski piłkarz występujący na pozycji pomocnika w litewskim klubie Saned Joniškis, do którego trafił w 2022 roku. W reprezentacji Litwy zadebiutował w 2011 roku. Rozegrał w niej osiem meczów.